# وليد العنزي (مذيع)
وليد العنزي (25 يونيو 1989 -)، مذيع كويتي. ولد في الكويت عام 1989. بدأ مسيرته الإعلامية في سن مبكرة، من خلال برامج الأطفال التي بدأها عام 2001 واستمر فيها حتى العام 2009. ومن أهم البرامج التي قدمها: تلفزيون الأطفال، كيس قرقيعان، سلم حيه، بالإضافة إلى مشاركته في العديد من المسلسلات الإذاعية مع الفنان الراحل علي المفيدي.

## المؤهلات العلمية
- حاصل على شهادة دبلوم من الأكاديمية الدولية للإعلام في برامج التلفزيون والمونتاج التلفزيوني.

## أعماله

### من البرامج
- تلفزيون الأطفال.
- كيس قرقيعان.
- سلم حيه.
- صباح الخير يا كويت.
- عايدوه.
- شباب كيو ايت.
- القهوة في رمضان.
- شبابي تايم.

### من المسلسلات
- مسلسل شر النفوس 3.

كما شارك في اعداد الكثير من البرامج
ومونتاج الكثير من البرامج من اهميها برنامج المسابقات يبيله للمذيعه حليمه بولند
وشارك في عدد من البرامج التي حازت على الجوائز الذهبية في عدة مهرجانات منها مهرجان القاهرة للاعلام ومهرجان الخليج للاعلام.
شارك في مسابقه جماهيريه على مستوى دوله الكويت سميت بمسابقه مذيع الجماهير لاختيار المذيع الأكثر شعبيه في دولة الكويت وحصل على المركز الثالث بعد أن اصرت الجماهير انه هو من يستحق المركز الأول.
كما شارك في العديد من الحفلات والمناسبات لذوري الاحتياجات الخاصة.